# Elisa López Velasco
Elisa López Velasco (Mollina (Málaga), España, 19 de febrero de 1884 — 1936?) fue una maestra española. Estudió magisterio en Sevilla, e hizo su primera etapa docente en Villablanca (Huelva) y en Sanlúcar de Barrameda (Cádiz). Más tarde se trasladó a Madrid, donde fue becaria en la Residencia de Señoritas en 1918-1919 y, también gracias a la Junta de Ampliación de Estudios, viajó a Europa (Francia, Alemania, Austria, Suiza e Italia), participando en 1925 en el curso de Escuelas Nuevas de Heidelberg y en el curso de verano del Instituto Juan Jacobo Rosseau, dentro del grupo de maestros y maestras que, bajo la dirección de Ángel Llorca, hicieron posible de 1920 a 1935 la experiencia innovadora del Grupo Escolar Cervantes, siguiendo las pautas de la Institución Libre de Enseñanza.
Especializada en la enseñanza de párvulos, entre 1932 y 1934 colaboró con las Misiones Pedagógicas impartiendo cursos de dibujo para maestros en las misiones en San Martín de Valdeiglesias
(Madrid), Fuentepelayo y Santa María de Nieva, El Burgo de Osma y Ronda (Málaga).
En 1931, fue una de las primeras mujeres en la ejecutiva de la FETE-UGT. Publicó varios artículos en la revista de la ILE, casi siempre en torno a la educación preescolar y la enseñanza del dibujo, campo en el que destaca La práctica del dibujo en la escuela primaria, obra distribuida en cuatro volúmenes y publicada por la editorial Espasa Calpe a partir de 1933. La doble circunstancia de su militancia política, su vinculación con la Institución Libre de Enseñanza y el hecho, observado por algunos investigadores, de que no se haya tenido noticia de reclamación de derechos de sus obras, son premisas que apuntan a una conclusión común a otras muchas víctimas de la guerra civil española. Falleció en el año 1935, víctima de una dolencia cardíaca.